# Vesuvius (Opitz)
Vesuvius ist ein Lehrgedicht, welches von Martin Opitz anlässlich des Vesuvausbruchs 1631 verfasst wurde. Er behandelt darin sowohl die Phänomene des Vulkanismus im Allgemeinen als auch die Interpretation und Deutung des Ereignisses als Mahnung Gottes.

## Entstehungskontext
Den Anlass zum Verfassen seines Lehrgedichts Vesuvius bildete für Opitz der Ausbruch des Vesuvs am 16. Dezember 1631. Die Katastrophe erfuhr europaweit große Medienresonanz und wurde zur „ersten multimedial präsenten Naturkatastrophe der Neuzeit“. Dies zeigte sich auch an den zahlreichen und schnell aufeinander folgenden Publikationen verschiedener Art, wie Augenzeugenberichte, illustrierte Flugblätter, Chroniken, Deklamationen, Predigten oder auch naturwissenschaftliche Traktate, die sich an einer Erklärung und Deutung des Ereignisses versuchten. Das Beben rief zwingend straf- und rechtfertigungstheologische Fragen auf den Plan, wenngleich der Begriff Theodizee hier noch keine Verwendung fand. Der Vesuvausbruch wurde als Bekräftigung einer vollkommenen Weltordnung interpretiert, er galt als Wunderzeichen, durch welches Gott zur Umkehr aufruft, wie dies auch für andere Arten von Naturkatastrophen angenommen wurde.
Opitz’ Vesuvius erscheint erstmals gedruckt im Jahre 1633 im Auftrag von Opitz’ Verleger David Müller in Brieg bei dem Drucker Augustinus Gründer. Bereits im November des Jahres 1632 hat Opitz an dem Gedicht gearbeitet. Für Opitz selbst stellt der Entstehungszeitraum eine bewegte Phase dar: 1632 stirbt der schwedische König Gustav Adolf, der Aufstieg Wallensteins beginnt. Opitz wechselt in dieser Periode seinen Dienstherrn: Er ist nicht länger für Karl Hannibal von Dohna tätig und steht ab sofort im Dienst des Herzogs Johann Christian von Brieg. Diesem widmet er dann auch sein Gedicht Vesuvius.

## Inhalt und Aufbau

### Widmungsvorrede und Paratexte
Der Haupttext des Gedichts wird von mehreren Paratexten gerahmt. An erster Stelle steht eine lateinisch abgefasste Widmungsvorrede an den neuen Dienstherrn Johann Christian von Brieg, die sich in Einführung in das Werk und Lob an den Adressaten gliedert. Zu Beginn erläutert Opitz die Kernpunkte seiner Naturphilosophie, die die Natur als Gottes Schöpfung begreift, die dessen Willen oder Unwillen spiegelt und damit auf die ordnende Hand Gottes verweist. Opitz formuliert ein doppeltes Anliegen seines Gedichts: die Darstellung der Ursachen des Vulkanismus allgemein, aber vor allem die Deutung des Zeichencharakters der Katastrophe. Opitz schließt die Vorrede mit einem Gebet, das mit der Bitte für den Erfolg Johann Christians sowie der Bestrafung von Widersachern verbunden ist.
Anschließend stehen zwei lateinische Geleitgedichte von seinem Freund Bernhard Wilhelm Nüßler: eine Parodie auf ein Gedicht des Carmen 4 des Catull und ein Gedicht, das Opitz’ Bedeutung als „neuen Beschützer der deutschen Sprache“ würdigt.

### Vesuvius. Poema Germanicum
Der Haupttext umfasst 686 Verse und weist eine klare, dreigliedrige Struktur auf. Ein Proömium und eine Schlussparänese bilden den Rahmen. Zentral sind die naturkundlichen Ausführungen, die den Ausbruch, die Ursachen des Vulkanismus und dessen Folgen beschreiben.
Im Proömium wird zunächst die Natur als Göttin angesprochen und der Wahrheits- und Innovationsanspruch des Dichters formuliert (v. 1–4). Daran schließt sich ein erneutes Lob an den Widmungsadressaten an. Über den Zweck und die Bedeutung der Naturwissenschaften reflektierend leitet Opitz in den Hauptteil des Textes über.
Der Hauptteil beginnt mit einer Beschreibung des Ortes bzw. der Landschaft rund um den Vesuv (descriptio loci) (ab v. 103). Dem schließt sich eine Beschreibung des plinianischen Ausbruchs (79 n. Chr.) an (v. 159) und mündet schließlich in der Darstellung der aktuellen Ereignisse (v. 168/70), mit der eine ausführliche Erörterung der geologischen Ursachen des Ausbruchs einhergeht. Beschrieben wird hier der Wind, der sich in Hohlräumen der Erde sammeln soll und sich unter Druck schließlich in einer Explosion entlade (v. 303). Zentral ist im Weiteren die Deutung des Ausbruchs als „ziehr vndt ordnung“ (v. 503) und nicht wie vom ‚einfachen‘ Volk geglaubt als Vorbote des Weltendes. Anschließend wird der Ausbruch als Zeichen und Strafe für die „barbarey“ (v. 670) und die Bosheit des Menschen gedeutet. Zeichen wie diese seien Mittel der Kommunikation Gottes mit den Menschen, die als Warnungen verstanden werden.
In der Schlussparänese steht ein Gebet an Christus mit der Bitte, Gewalt und Krieg zu beenden und „Freyheit“ und „Versicherung der rhue“ (v. 683, 686) zurückzubringen. Im Erstdruck stehen im Anschluss an den Haupttext zwei Texte, die auf den Vesuv Bezug nehmen, diese wurden aber in späteren Ausgaben getilgt (ein Epigramm Martials und ein carmen aus Boethius’ Consolatio philosophiae).

## Rezeption, Kritik und Besonderheiten
Für die Gattung des Lehrgedichts kann Vesuvius als Meilenstein gesehen werden. Überhaupt ist das naturwissenschaftliche Lehrgedicht des 17. Jahrhunderts sehr eng verbunden mit Martin Opitz. In der Forschung wurde der Text allerdings lange kritisch gesehen, zum Beispiel indem Opitz vorgehalten wird, veraltetes vulkanologisches Wissen wiederzugeben. Dem entgegenzustellen ist, dass die Werke, auf die er sich bezieht, zum Entstehungszeitpunkt aktiv rezipierte, antike Standardwerke darstellten.
Eine Besonderheit in der Darstellungsform bildet der von Opitz selbst eingebrachte umfangreiche Kommentar seines eigenen Werkes, der den Haupttext immer wieder unterbricht. Dies stellt vor allem moderne Editionen vor Herausforderungen, wenn es darum geht diesen Primärkommentar mit dem wissenschaftlichen Sekundärkommentar zu vereinen, ohne dabei das Druckbild für den Rezipienten zu unübersichtlich zu gestalten.

## Ausgaben
- Martin Opitz: Vesvvivs. Poema Germanicum. In: Ders.: Gesammelte Werke. Kritische Ausgabe. Hrsg. von Jörg Robert. Begr. von George Schulz-Behrend. Bd. 5: Die Werke von 1630 bis 1633. Hrsg., komm. und eingel. von Gudrun Bamberger und Jörg Robert. Stuttgart 2021, S. 223–303.

## Belege
1. ↑  Martin Opitz: Vesvvivs. Poema Germanicum. In: Ders.: Gesammelte Werke. Kritische Ausgabe. Hrsg. von Jörg Robert. Begr. von George Schulz-Behrend. Bd. 5: Die Werke von 1630 bis 1633. Hrsg., komm. und eingel. von Gudrun Bamberger und Jörg Robert. Stuttgart 2021, S. 223–303, hier S. 223.
2. ↑  Quellen und Belege bei Anna Schreurs: Der Vesuvausbruch von 1631, ein Spektakel auf der Weltbühne Europa. Anmerkungen zu Joachim von Sandrarts Beitrag zum Theatrum Europaeum von Matthäus Merian. In: Metaphorik.de 14 (2008), S. 297–332.
3. ↑  Jörg Robert: Poetische Naturwissenschaft. Martin Opitz’ Lehrgedicht Vesuvius (1633). In: Daphnis 46 (2018), S. 188–214.
4. ↑  Robert: Poetische Naturwissenschaft, S. 190.
5. ↑  Opitz: Vesvvivs. Poema Germanicum, S. 223.
6. ↑  Opitz: Vesvvivs. Poema Germanicum, S. 224.
7. ↑  Opitz: Vesvvivs. Poema Germanicum, S. 228.
8. ↑  Opitz: Vesvvivs. Poema Germanicum, S. 227.
9. ↑  Opitz: Vesvvivs. Poema Germanicum, S. 227.
10. ↑  Opitz: Vesvvivs. Poema Germanicum, S. 228.
11. ↑  Opitz: Vesvvivs. Poema Germanicum, S. 229.
12. ↑  Opitz: Vesvvivs. Poema Germanicum, S. 229.
13. ↑  Opitz: Vesvvivs. Poema Germanicum, S. 229.
14. ↑  Opitz: Vesvvivs. Poema Germanicum, S. 229.
15. ↑  Opitz: Vesvvivs. Poema Germanicum, S. 229.
16. ↑  Opitz: Vesvvivs. Poema Germanicum, S. 232.
17. ↑  Opitz: Vesvvivs. Poema Germanicum, S. 230.
18. ↑  Opitz: Vesvvivs. Poema Germanicum, S. 234.